# Star Channel
Star Channel (ranije Fox) je televizijski kanal u vlasništvu The Walt Disney Company. Star Channel izvorno je osnovan kao televizijski kanal u Latinskoj Americi, ali se proširio širom svijeta.
Od 2023. nekoliko mreža koje su se ranije zvale Fox širom svijeta prešlo je na nekadašnji azijski centrični brand Star, dok su mreže u baltičkim državama, ZND-u, Grčkoj i Poljskoj umjesto toga prešle na oznaku FX. Neke svjetske Fox mreže su srušene i potpuno ukinute.
U Hrvatskoj kanal se emitira od 15. listopada 2012. pod nazivom Fox, a od 1. listopada 2023. mjenja naziv u Star Channel

## Vanjske poveznice
- Službena stranica